# ДМ-SLБ

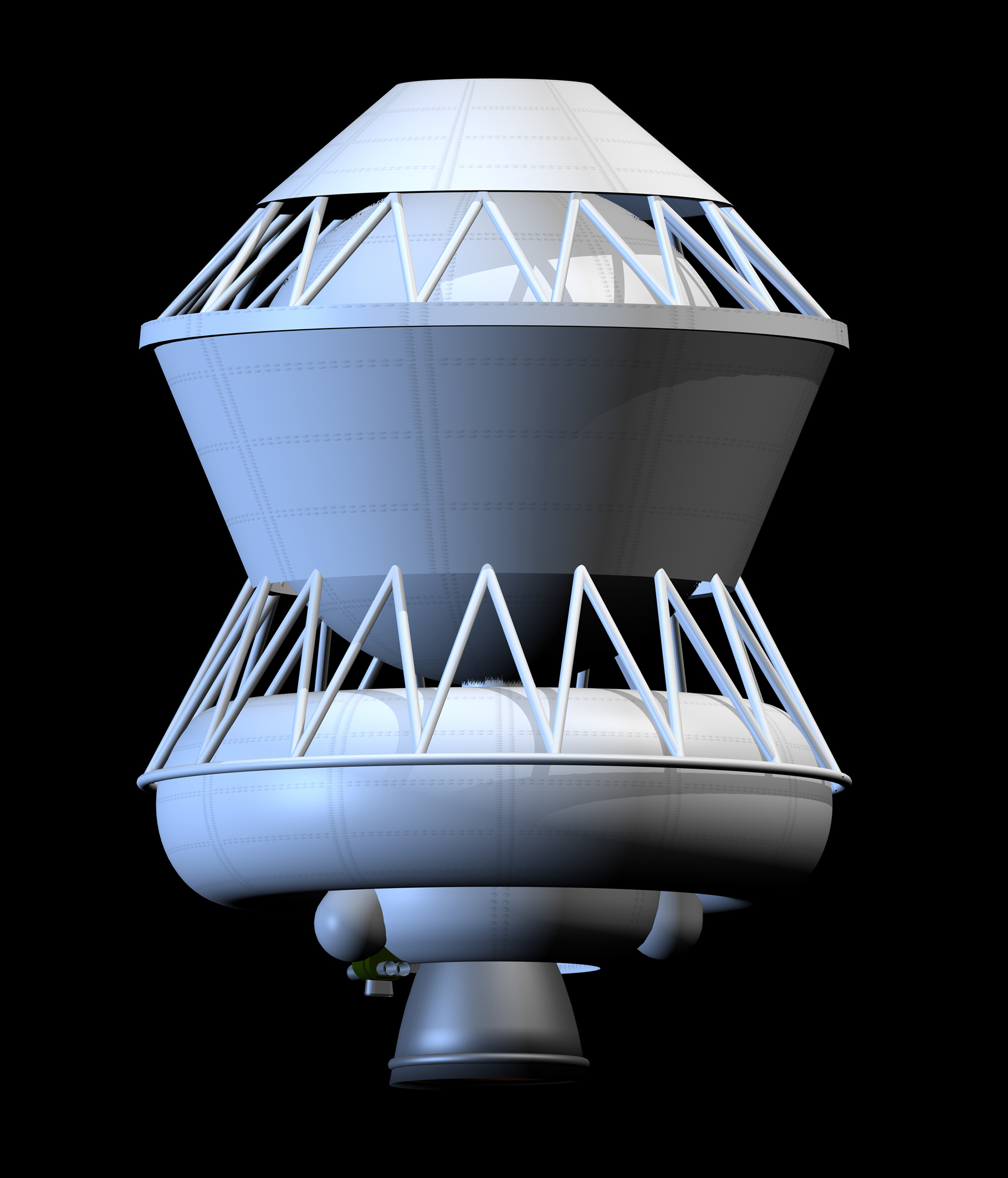
Блок Д

Блок ДМ — член сімейства розгінних блоків (верхніх ступенів), що працюють на паливі «рідкий кисень — гас», і походить від Блоку «Д» космічного ракетного комплексу Н1-Л3, призначеного для польоту на Місяць радянських космонавтів.

## Історія створення
У складі штатного комплексу блок Д відповідав за перехід зв'язки ЛК-ЛОК з перелітної траєкторії на навколомісячну орбіту, за переведення ЛК з навколомісячної орбіти на посадкову траєкторію, а також за корекції при перельоті (блоки А, Б та В — перші три ступеня ракети Н-1, виводили комплекс на низьку навколоземну орбіту, блок Г розганяв експедицію до Місяця). Тому максимальне число запусків двигуна блоку Д (він має індекс 11Д58, або РД-58 в деяких джерелах) було до семи, а час життя блоку Д становив 7 діб. Для цього кисневий бак мав форму сфери і був забезпечений теплоізоляцією. Крім того, він заправлявся охолодженим до −200° C киснем (температура кипіння −183° C), що дозволяло додатково зменшити втрати на випаровування, до того ж, збільшувало щільність рідкого кисню, заощаджуючи необхідний обсяг бака. Бак гасу мав тороїдальну форму, і був нахилений на 3 градуси, для спрощення конструкції паливозабірника.
Тяга двигуна 11Д58 становила 8,5 тонни.

## Конструкція
Основна силова конструкція блоку ДМ-SLБ включає верхній перехідник разом з внутрішньою фермою. Середній та нижній перехідники, в які укладено блок, який скидається перед першим включенням блоку ДМ-SLБ. Гас поміщається в тороїдальному баку, який фермою кріпиться до верхнього перехідника, який охоплює турбонасосний агрегат маршового двигуна 11Д58М.
Сферичний бак рідкого кисню і ферма для радіоелектронних приладів і кріплення корисного вантажу розміщується над баком гасу і також кріпляться до верхнього перехідника. Два двигуни СОЗ, які забезпечують стабілізацію на пасивних ділянках, розміщуються нижче бака гасу.

### Відмінності між ДМ-SLБ та ДМ-SL версіями
Основними доробками РБ ДМ-SLБ порівняно з РБ ДМ, які також залишаються для «Наземного старту», є:
- Нова навігаційна система;
- Нове покоління польотного комп'ютера;
- Автономна система керування;
- Подовжене сопло і зменшення маси елементів для поліпшення енергетичних характеристик.

Основні відмінності блоку ДМ-SLБ від блоку ДМ-SL наступні:
- Інтерфейси передньої частини блоку ДМ-SLБ виконані придатними для установки Російського головного обтікача і перехідної системи, що використовується «Наземним стартом», у той час як інтерфейси передньої частини блоку ДМ-SL були сумісні з виготовляємим «Боїнгом» блоком корисного вантажу, що використовується «Морським стартом»;
- Єдиний великий (і важкий) тороїдальний приладовий відсік замінений локально розміщеними приладовими контейнерами для зниження маси;
- Виключені деякі датчики та відповідна кабельна мережа, що служили цілям льотних випробувань і більше не потрібні;
- розгортаєма антена і телеметрична система замінена на більш легку, що використовує, подібно до «Зеніту» фіксовані антени з двома незалежними радіолініями;
- виключення командної радіосистеми і її АФУ;
- виключення одного блоку баків зі складу ДУ СОЗ (перетворення ДУ СОЗ в КДУ СОЗ);
- Бак рідкого кисню наддувається гелієм, замість суміші гелію і парів кисню;
- Мінімальний запас палива на момент останнього включення знижений з 4000 кг до 1500 кг за рахунок установки двох двигунів по 10 кгс, що забезпечують осадження палива перед запуском;
- Виключений радіатор для випромінювання тепла з передачею його функцій корпусу верхнього адаптера.

## Застосування
У зв'язку з неготовністю ракети Н-1 було прийнято рішення про програму обльоту Місяця без висадки з допомогою ракети УР-500К. Для цього було розроблено космічний корабель 7К-Л1, який запозичив частину систем з орбітального корабля 7К-ОК, відомого, як «Союз». Щоб надати кораблю необхідну швидкість, триступінчаста УР-500К була забезпечена четвертим ступенем — блоком Д, запозиченим з ракети Н-1.
Під назвами «Зонд-5» — «Зонд-8» корабель 7К-Л1 чотири рази облітав Місяць, але без космонавтів (Зонд-4 був запущений в протилежний від Місяця бік на високоеліптичну орбіту з висотою апогею близько 330 000 км).
Ракета УР-500К, що отримала ім'я «Протон», разом з блоком Д і далі використовувалася для запуску місячних станцій Луна-15-Луна-24, і міжпланетних станцій Венера-9-Венера-16, Марс-2 — Марс-7, Вега і Фобос. У 1974 році було започатковано польоти і на стаціонарну орбіту для виведення супутників зв'язку «Горизонт», «Веселка», «Екран».
Вимоги, що пред'являються до блоку Д у складі місячного комплексу, не цілком відповідали тому, що було потрібно для АМС і супутників зв'язку. У результаті була зроблена модифікація, спрямована на підвищення вантажопідйомності і зниження вартості блоку Д. Модифікований розгінний блок, названий ДМ, мав час активного існування всього 9 годин, і кількість запусків двигуна було обмежено трьома. Це дозволило позбутися від теплоізоляції на баку кисню, і частини блоків системи забезпечення запуску СОЗ.
У зв'язку з різними вимогами, що пред'являються різноманітними корисними навантаженнями, були розроблені і інші модифікації — ДМ-2, ДМ-3.
Для роботи в складі комплексу Зеніт-3SL була розроблена модифікація ДМ-SL. Крім гасу, блок ДМ може використовувати як пальне синтетичний вуглеводень сінтін, що збільшує питомий імпульс його двигуна з 358 до 361 одиниці.
Використання блоку ДМ на ракеті «Протон» підходить до кінця — він замінюється блоком Бриз-М, але в програмі Морський старт блок ДМ-SL (а в програмі «Наземний старт» використовується ДМ-SLB) буде використовуватися і далі. Цікаво, однак, що для виведення супутників ГЛОНАСС-М (Ураган-М) на кругові орбіти заввишки близько 20000 км блок ДМ забезпечує більш високу точність виведення, ніж Бриз-М, і тому його використання на ракеті «Протон-КМ» припиниться, мабуть, тільки після остаточної заміни супутників Ураган-М (ГЛОНАСС-М) на нові негерметичні апарати ГЛОНАСС-К, льотні випробування яких повинні були початися в 2010 році за первісним планом, але почнуться значно пізніше.

## Характеристики
| Характеристики розгінних блоків сімейства «Д» | Характеристики розгінних блоків сімейства «Д» | Характеристики розгінних блоків сімейства «Д» | Характеристики розгінних блоків сімейства «Д» | Характеристики розгінних блоків сімейства «Д» | Характеристики розгінних блоків сімейства «Д» | Характеристики розгінних блоків сімейства «Д» | Характеристики розгінних блоків сімейства «Д» | Характеристики розгінних блоків сімейства «Д» | Характеристики розгінних блоків сімейства «Д» | Характеристики розгінних блоків сімейства «Д» | Характеристики розгінних блоків сімейства «Д» | Характеристики розгінних блоків сімейства «Д» |
| Назва                                         | Індекс ГУКОС                                  | Маса РБ                                       | Маса РБ                                       | Паливо                                        | Запас палива, т                               | Маршевий двигун                               | Тяга у вакуумі, тс                            | Кіл-ть ввімкнень двигуна                      | Маса Корисне навантаження на ГСО, т           | Маса Корисне навантаження на ГСО, т           | Маса Корисне навантаження на ГСО, т           | Початок експлуатації                          |
| Назва                                         | Індекс ГУКОС                                  | на Землі                                      | в космосі                                     | Паливо                                        | Запас палива, т                               | Маршевий двигун                               | Тяга у вакуумі, тс                            | Кіл-ть ввімкнень двигуна                      | Протон-К                                      | Протон-М (3-го етапу)                         | Зенит-2S                                      | Початок експлуатації                          |
| --------------------------------------------- | --------------------------------------------- | --------------------------------------------- | --------------------------------------------- | --------------------------------------------- | --------------------------------------------- | --------------------------------------------- | --------------------------------------------- | --------------------------------------------- | --------------------------------------------- | --------------------------------------------- | --------------------------------------------- | --------------------------------------------- |
| ДМ-2                                          | 11С861                                        | 3,2                                           | 2,3                                           | гас + рідкий кисень                           | 15,1                                          | 11Д58М                                        | 8,5                                           | до 5                                          | 2,4                                           |                                               |                                               | 1982                                          |
| ДМ-2М                                         | 11С861-01                                     |                                               | 2,2                                           | гас + рідкий кисень                           | 15,1                                          | 11Д58С                                        | 8,5                                           | до 5                                          | 2,5                                           |                                               |                                               | 1994                                          |
| ДМ-03                                         | 11С861-03                                     | 3,245                                         | 2,35                                          | гас + рідкий кисень                           | 18,7                                          | 11Д58М                                        | 8,5                                           | до 5                                          | 2,95                                          | 3,44                                          |                                               | 2007                                          |
| ДМ-SL                                         |                                               | 3,5                                           |                                               | гас + рідкий кисень                           | 15,1                                          |                                               | 8,0                                           | до 5                                          |                                               |                                               | 2,5                                           | 1999                                          |
| ДМ-SLБ                                        |                                               | 3,22                                          |                                               | гас + рідкий кисень                           | 15,58                                         |                                               | 8,103                                         | до 3                                          |                                               |                                               |                                               | 2008                                          |